# Izraelska naselja
Izraelska naselja na okupiranim područjima (hebrejski התנחלות), poznata jednostavno i kao Izraelska naselja su jevrejske civilne naseobine i zajednice izgrađene na zemlji koje je Izrael osvojio od Jordana, Egipta i Sirije tokom Šestodnevnog rata 1967. Takva naselja danas postoje na Zapadnoj Obali, istočnom Jerusalimu i Golanskoj visoravni. Naselja na Zapadnoj Obali i istočnom Jerusalimu su izgrađena na području predložene buduće palestinske države. Opšta skupština Ujedinjenih nacija predložila je 1947. rezolucijom 181 podelu britanskog mandata Palestine na dve države, Izrael i arapsku Palestinu, ali to nije odmah sprovedeno pošto je Zapadnu Obalu anektirao Jordan, a Pojas Gaze je kontrolisao Egipat, zatim je celo područje 1967. zauzeo Izrael. Tek 1988. je proglašena država Palestina, koju su priznali i Jordan i Egipat. Naselja su postojala i na Sinaju i Gazi sve dok ih Izrael nije evakuisao.
Međunarodna zajednica smatra tu politiku naseljavanja okupiranih područja nezakonitom. Izraelska naselja u istočnom Jerusalimu i Golanu, područja koja je Izrael i službeno anektirao, se takođe smatraju nezakonitima. Ujedinjene nacije su u nekoliko navrata naveli kako je izraelska izgradnja jevrejskih naselja na palestinskim područjima kršenje četvrte Ženevske konvencije. Međunarodni sud pravde (MSP) takođe naziva naselja izvan Izraela nezakonitim, a nijedna strana vlada ne podržava takvu izraelsku politiku.
Izrael osporava poziciju međunarodne zajednice i pravne dokumente prema kojima su takva naselja van njegovih granica nezakonita, navodeći da se naselja grade na zemljištu nejasnog pravnog statusa. Izraelski sudovi su često presuđivali da jevrejska naselja na privatnom palestinskom vlasništvu moraju da se uklone, ali su takve odluke retko sprovedene u stvarnosti.
Od 1990-ih, broj jevrejskih doseljenika na palestinskoj teritoriji na Zapadnoj Obali se utrostručio, te se time i promenio udeo etničkog sastava tog područja, koje ima 2,5 miliona Palestinaca.
Izraelska politika prema tim naseljima je promenljiva katkad ih je javno promovisala a katkad uklanjala silom. Poslednje naselje na Zapadnoj Obali izraelska vlada odobrila je 1999. Nastavak i kontrola širenja naselja od strane Izraela Palestinci često navode kao jednu od glavnih prepreka postizanja mirovnog sporazuma radi rešavanja Bliskoistočnog sukoba ali i treće strane, poput UN-a, Rusije, Britanije, EU-a, i SAD-a.

## Literatura
- Bishara, Marwan (2003). Palestine/Israel: Peace or Apartheid: Occupation, Terrorism and the Future.. Zed Books.  9781842772737.
- Gershom Gorenberg (2007). The Accidental Empire: Israel and the Birth of the Settlements, 1967—1977.. Macmillan, Henry Holt and Company.  9781466800540.
- Uradnik, Kathleen Ann (2011). Battleground: Government and Politics, Opseg 1.. ABC-CLIO.  9780313343131.